# Siergiej Bodrow (ur. 1948)
Siergiej Władimirowicz Bodrow, ros. Сергей Владимирович Бодров (ur. 28 czerwca 1948 w Chabarowsku) – rosyjski reżyser, scenarzysta i producent filmowy. Pracuje z powodzeniem w Rosji, Kazachstanie oraz w USA, gdzie obecnie mieszka.

## Życiorys
Często mylony ze swoim synem, aktorem Siergiejem Bodrowem, który zasłynął z ról w kultowych filmach Brat (1997) i Brat 2 (2000) Aleksieja Bałabanowa. Syn reżysera zginął tragicznie w wieku 30 lat na skutek zejścia lawiny w czasie zdjęć do kolejnego filmu, kręconego w Osetii Północnej.
Reżyser rozgłos zdobył dzięki filmowi Wolność jest rajem (1989), opowieścią o ciężkim życiu chłopca z domu dziecka, który nieustannie próbuje odszukać swojego przebywającego w więzieniu ojca.
Dwa najsłynniejsze filmy Bodrowa, Jeniec Kaukazu (1996) i Czyngis-chan (2007), były nominowane do Oscara dla najlepszego filmu nieanglojęzycznego. Przyniosły swojemu twórcy również Nagrodę Nika dla najlepszego rosyjskiego reżysera.
Zrealizowany w baśniowej konwencji Pocałunek niedźwiedzia (2002) startował w konkursie głównym na 59. MFF w Wenecji, gdzie spotkał się z dość chłodnym przyjęciem. Kolejny film Bodrowa, Nomad (2005), nakręcony został w Kazachstanie i był to epicki fresk o XVIII-wiecznej historii tego kraju. Na planie filmu Bodrow zastąpił na stanowisku reżysera zatrudnionego wcześniej Ivana Passera.
Reżyser zasiadał w jury konkursu głównego na 66. MFF w Wenecji (2009). Obecnie mieszka wraz z żoną w USA, gdzie kręci dalej filmy w języku angielskim, m.in. Siódmy syn (2014) z gwiazdorską obsadą (Jeff Bridges, Julianne Moore, Alicia Vikander).